# Centro Interuniversitário de História das Ciências e da Tecnologia
O Centro Interuniversitário de História das Ciências e da Tecnologia (CIUHCT) é um centro de ensino e estudos académicos de alto nível fundado em 2007 em Lisboa e reconhecido internacionalmente. O CIUHCT é produto da fusão de unidades de investigação da Universidade de Lisboa e da Universidade Nova de Lisboa. O CIUHCT é financiado pela Fundação para a Ciência e a Tecnologia.
No ano 2007, o Centro de História e Filosofia da Ciência e da Tecnologia (CHFCT, UNL) e o Centro de História das Ciências da Faculdade de Ciências da Universidade de Lisboa (CHCUL, FCUL) crearam o CIUHCT para unir esforços nas suas areas de estudo. Para o ano 2024, o Centro conta com 81 membros ativos.
O propósito do Centro, nas palavras da sua Missão institucional, é “mostrar a importância da História da Ciência, da Tecnologia e da Medicina na construção da cidadania e da identidade europeias, focando-se em particular, mas não exclusivamente, em estudos de caso portugueses enquadrados numa perspectiva  internacional”.

## Focos de pesquisa
O CIUHCT tem duas linhas temáticas principais: “Instrumentos e Práticas, Culturas Visuais e Materiais”, e “Peritos, Instituições e a Globalização”.

## Parcerias e redes
O CIUHCT forma parte de redes científicas internacionais, como Inventing Europe, Tensions of Europe, International Network of Engineering Studies (INES), e Making Europe: Technology and Transformations, 1850-2000.

## Publicações
Além das publicações de artigos dos membros do Centro, estas são algumas das publicações da equipa:
- Dicionário biográfico de cientistas, engenheiros e médicos portugueses ou trabalhando em Portugal.
- Ana Simões; Maria Paula Diogo (eds.), História da ciência, tecnologia e medicina em Portugal. 4 vols. Tinta da China, 2022.[7]
- HoST — Journal of History of Science and Technology, revista de acesso aberto indexada anual, fundada em 2007, publicada pela editorial DeGruyter.[8]

## Membros notáveis
- Ana Duarte Rodrigues
- Ana Simões
- Francisco Malta Romeiras
- Gregory McIntosh
- Henrique Leitão
- Isabel Amaral
- João Lourenço Monteiro
- Joaquim Alves Gaspar
- Jorge Flores
- Jorge Nuno Silva
- José Manuel Malhão Pereira
- Maria Elvira Callapez
- Maria Paula Diogo
- Teresa Salomé Mota